# Палац Мйончинських (Луків)
Палац Мйончинських — палац-резиденція, збудована в Лукові Мйончинськими, за різними даними, у другій половині 18 століття чи в першій половині 19 століття.

Луківський палац споруджений Мйончинськими у 18 столітті. Поштова листівка 1938 р.

Палац збудований на місці старого замку посередині чотиригранника оборонних замкових мурів. Його спроектував архітектор із Дрездена Матеус Пепельман. Поруч з палацом був створений «англійський» парк. Парк і палац збереглися до нашого часу, про колишній замок нагадують вали, оборонні рови з водою, а також перекинений через них кам'яний міст.

## Історія споруди
У XVI столітті польський король Сигізмунд II Август дав дозвіл сандомирському каштеляну Станіславу Мацейовському побудувати укріплений замок, оточений земляними валами та ровом, що живиться водою з сусідньої річки. До замку вів кам'яний міст, який мав чотири кутові вежі. За легендою, у підвалах замку були скарби, заховані Атаназієм Мєнчинським, захопленим під Віднем.
Наприкінці XVIII століття Францішек Ксаверій Мєнчинський (1841-1915) перебудував замок у двоповерховий палац, а у 1903 році продав палац православній семінарії з Санкт-Петербурга. 
Після Другої світової війни палац був призначений для потреб охорони здоров'я.